# Horymír Netuka
Horymír Netuka (17. září 1929, Trstená - 26. srpna 2001, Nová Dubnica) byl československý sportovec boxer. V roce 1952 se zúčastnil letních olympijských her v Helsinkách, kde boxoval v kategorii těžká váha (nad 81 kg). Skončil na děleném 9. místě.

## Kariéra
Pocházel ze tří sourozenců, kteří všichni boxovali. Své rohovnické působení zahájil v roce 1946 ve Vyškově. V roce 1950 nastoupil vojenskou službu a boxoval za ATK Praha, později za ÚDA Praha. V roce 1956 začal trenérskou kariéru v Dukle Kroměříž, od roku 1967 později pak v Dukla Olomouc. V trenérské činnosti dále pokračoval v Nové Dubnici v SVSM při ZŤS Dubnica.

## Úspěchy
- 7 x Mistr ČSSR v hmotnosti 81 kg - v letech 1949-1955.
- 9 x Mistrem ČSSR v soutěžích družstev
- 3. místo na ME v Berlíně - 1955
- 2. místo na MT v Moskvě - 1952
- 2. místo na MT v Budapešti[2]